# 拉斐尔·卡布拉尔
拉斐尔·卡布拉尔·巴尔博萨（葡萄牙語：Rafael Cabral Barbosa；1990年5月20日—）是一名巴西足球运动员，司职守门员，现效力于巴西足球乙级联赛球队高士路。

## 俱乐部生涯
拉斐尔出自巴西豪门球队桑托斯青训体系，2010年进入桑托斯一线队。2010年6月2日，他在桑托斯0比0战平克鲁塞罗的比赛上演职业生涯首秀，之后他替代菲利佩，成为球队的主力门将。2011年，他帮助球队获得2011年南美解放者杯冠军。
2013年6月28日，拉斐尔以500万欧元的身价加盟意大利足球甲级联赛球队那不勒斯。但他在2013/14赛季只能担任雷纳的替补门将。

## 国家队生涯
2012年，拉斐尔入选巴西国奥队参加2012年伦敦奥运会男子足球比賽，但最终因为受伤被替换。
2012年5月30日，他在巴西4比1击败美国的比赛首次代表成年国家队出场。